# Friedrich August von Hayek
Friedrich August von Hayek (8. května 1899 Vídeň – 23. března 1992 Freiburg) byl ekonom a filozof tzv. rakouské školy. Proslul zejména svou obhajobou klasického liberalismu.
Jeho rodištěm bylo Rakousko-Uhersko, velkou část života však strávil ve Velké Británii, dále v USA a Německu. Roku 1938 získal britské občanství.
V Británii také roku 1944 napsal svou proslulou knihu Cesta do otroctví, ve které kritizuje socialismus a nacismus (nacionální socialismus) směřující k totalitnímu státu.
V roce 1974 mu byla spolu s jeho názorovým rivalem Gunnar Myrdalem udělena Nobelova cena za ekonomii, za přínos v teorii měnové politiky a hospodářského cyklu. Významné jsou i jeho příspěvky v oborech jurisprudence a kognitivních věd.
Roku 1984 mu britská královna Alžběta II. udělila Řád společníků cti, a to na doporučení tehdejší předsedkyně vlády Margaret Thatcher.

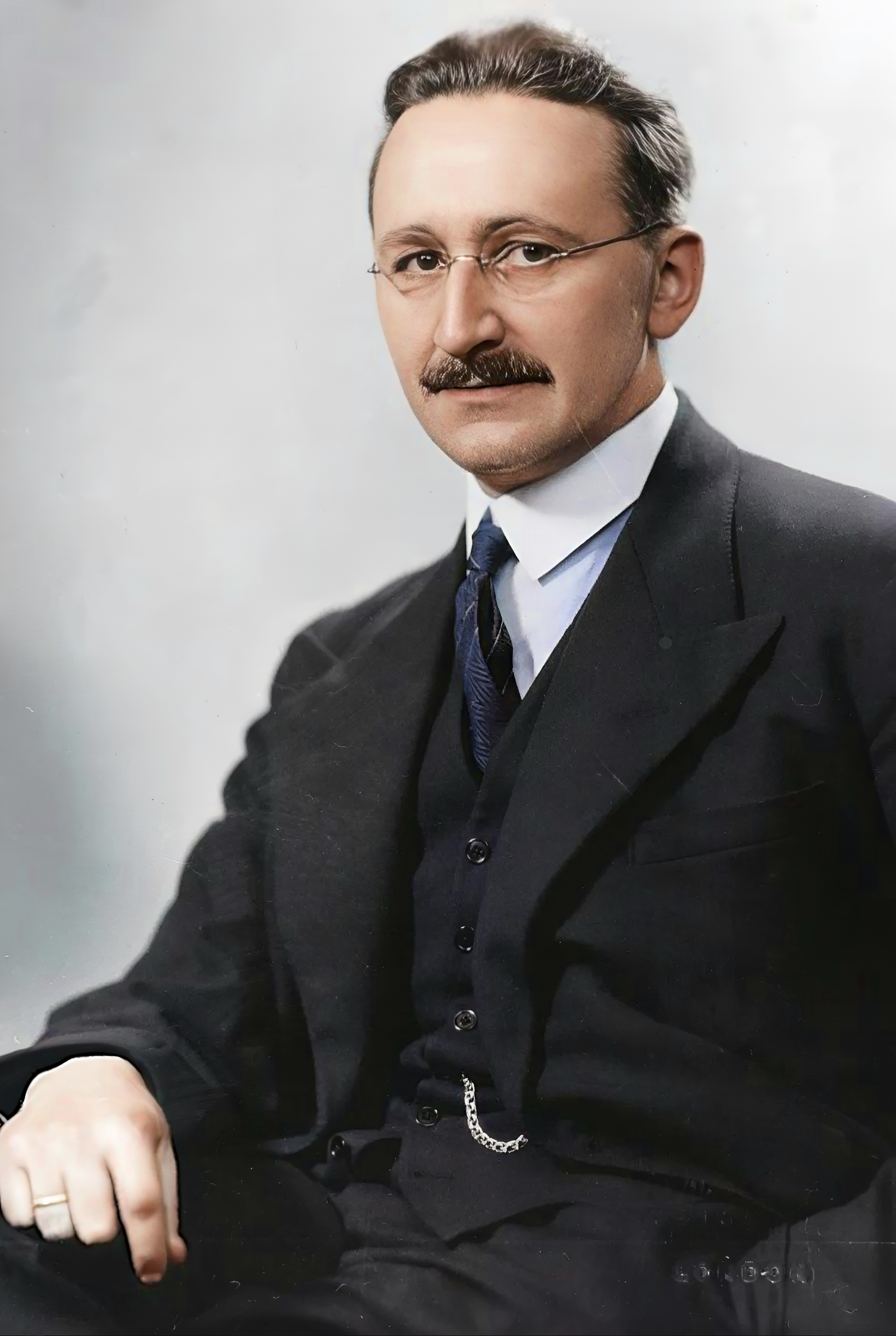
Friedrich August Hayek

## Životopis
F. A. Hayek se narodil ve Vídni v Rakousko-Uhersku 8. května 1899 jako syn univerzitního profesora Augusta von Hayek, působícího v oblasti biologie a botaniky, a Felicitas Hayek, rozené von Juraschek. Friedrichův dědeček z otcovy strany Gustav von Hayek pocházel z Brna. Z matčiny strany byl bratrancem filosofa Ludwiga Wittgensteina. Během první světové války bojoval na italské frontě. Po válce studoval na univerzitě ve Vídni politologii, právo, psychologii, filosofii a ekonomii. Tam také roku 1921 získal doktorát z práv a roku 1923 doktorát politických věd. Mezi jeho učitele patřil Friedrich von Wieser. V mládí ho velmi ovlivnila kniha Socialismus od Ludwiga von Misese, která ho přivedla mezi zastánce Rakouské školy.
V roce 1927 se po několika letech ve státní službě stal prvním ředitelem Rakouského ústavu pro ekonomický výzkum. V roce 1929 se Hayek habilitoval a přednášel na částečný úvazek na vídeňské univerzitě. V roce 1931 získal na základě přednášek (později se staly základem jeho knihy Ceny a výroba) na London School of Economics profesuru a titul doktora věd v oboru ekonomie a odstěhoval se do Londýna. V roce 1938 se stal britským občanem a zůstal jím do své smrti. Při pobytu v Londýně, během druhé světové války, napsal svou, pravděpodobně nejslavnější, knihu Cesta do otroctví (The Road to Serfdom). Kniha byla poprvé publikována v roce 1944 v Británii.
V roce 1950 odešel z London School of Economics do USA, do Chicaga na University of Chicago, kde se stal profesorem společenských věd a morálních věd (Committee on Social Thought).
V roce 1962 se vrátil do Evropy, do Freiburgu, kde působil jako profesor ekonomické politiky na Albert-Ludwigs Universitat. Během svého působení na univerzitě napsal velkou část knihy Law, Legislation and Liberty (ve třech svazcích publikovanou v letech 1973–1979). Zde také zakončil svou pedagogickou dráhu.
Hayek zemřel roku 1992 ve Freiburgu v Německu.

## Dílo

### Ekonomie
Zásadně hájil právo na soukromé vlastnictví, které považoval za klíčový faktor fungující ekonomiky. Naopak odmítal umělé a účelové centrální plánování. Centrální státní plánování považoval za rys totalitarismu, jelikož tím stát potlačuje svobodu jednotlivců, a vysledoval ho u socialismu, fašismu i nacismu. Tím nastínil, že socialismus může být nedemokratický a může vést k diktatuře, ale nikoli nutně. Stejně protestoval proti intervencionismu a státním monopolům. Byl velkým obhájcem liberalismu, a tím tedy individualismu a svobody. Věřil v nutnost svobodné volby a vůle. V ekonomickém smyslu ve volný trh, svobodnou konkurenci, liberální kapitalismus a tržní hospodářství.
Za velmi důležitou pokládal znalost „rozptýlených informací“, které otevřeně naznačují globální i lokální vztah mezi poptávkou a nabídkou. Signály tohoto vztahu jsou ceny. Hospodářské krize, dle celé Rakouské školy, způsobují optimistické spekulace bank při stanovování míry úvěrů. Takové mylné informace vytvářejí zkreslení „rozptýlených informací“ a vedou ke krizím. V neposlední řadě odmítal ozdravné zásahy státu do ekonomiky, věřil v samovolné a přirozené ozdravení trhu. Tato myšlenka mu vytvořila názorového oponenta, jímž se stal John Maynard Keynes, který zastával opačný názor a mezi politiky se stal úspěšnějším.
Zastával názor, že vhodným ekonomickým systémem je volná emise měn založena na dohledu a úsudku občanů. Hlavním praktickým důsledkem zavedení takového systému je, že se občané mohou aktivně bránit nekontrolovatelnému znehodnocování svých úspor vládami a bankami. Zároveň je tím zcela eliminována možnost provádět cokoli, co by se dalo nazvat měnovou politikou. Pokud není možné centrálně řídit ekonomiku, není možné donutit všechny subjekty v ní, aby ve stejnou dobu udělaly stejnou chybu. Pravděpodobnost globální krize je v takovém systému mnohem menší, než v systému s centrální bankou. Ve své knize Soukromé peníze/Potřebujeme centrální banku? tyto na první pohled šíleně vypadající myšlenky velmi podrobně rozebírá a ukazuje, že vůbec tak šílené nejsou. (Tvrdit dnes, že nepotřebujeme státní peníze, je něco podobného, jako ve středověku tvrdit, že nepotřebujeme státní náboženství.) Ukazuje i historické příklady, kdy byly takové měny zaváděny (vždy se jednalo o reakci lidu na silné znehodnocování vládních peněz a vždy byly tyto snahy nakonec krvavě potlačeny).[zdroj?]

### Společenská a politická filosofie
I když je Hayek známý spíše jako ekonom než filosof, v druhé polovině své kariéry přispěl mnohým k společenské a politické filosofii, která se odvíjela především z jeho pohledu na limity lidských znalostí a roli spontánního řádu ve společenských institucích. Jeho argumenty se přiklánějí k společnosti organizované na základě tržního řádu (ve kterém je státní aparát omezen pouze na udržování míru potřebného pro udržení funkcionality trhu jednotlivců) a jsou ovlivněny morální filosofií odvozené od gnozeologických teorií, které se týkají vrozených omezení lidského poznání.
Prosazoval myšlenky humanismu, kdy například odmítal válku či kladl důraz na lidská práva a svobodu. Své názory stavěl na základě tradičně britského empirismu. Z politických systémů obhajoval liberální demokracii s ekonomickým liberalismem. Za nejdůležitější demokratickou normu považoval svobodu jednotlivce, která je důležitější než sociální jistoty, majetek či zaměstnání. Také byl kritikem nedemokratických režimů, totalitarismu a agresivního nacionalismu.
Roku 1988 napsal knihu Osudná domýšlivost, v které popsal omyly socialismu, který vede k totalitním systémům jako jsou komunismus či nacismus. Problémem socialismu jsou, dle jeho myšlenek, ideály socialistů, které nejdou v praxi provést bez zrazení vlastní ideologie. Skrze slibování nové a lepší společnosti vede k totalitarismu.
Již roku 1944 pomýšlel na nutnost vytvořit v Evropě federaci, kterou chápal jako garanci rozvoje jednotlivých států a míru. Tato federace měla započít v západní Evropě a postupně se rozšiřovat, upozorňoval, že budování federace musí trvat desítky let. Federace poté má zajistit, aby jednotlivci byli svobodní a měli možnost lidského rozvoje. Kladl však podmínku, aby centrální pravomoci federace byly velmi striktně vymezeny a omezeny na hájení základních demokratických postojů a hospodářských norem. Dále měla mít roli nejvyšší úrovně kontroly a odvolací instance. Ostatní pravomoci mají zůstat v moci národních vlád.
Ve své vědecké filosofii Hayek silně kritizoval scientismus, jak nazval špatné pochopení ve společenských vědách mylně nucených vědeckých metod, které jsou vlastně v rozporu s opravdovou vědou. Většinou to zahrnuje kombinaci starého filosofického (a zmateného) požadavku na demonstrativní obhajobu chybného pohledu zastánce sjednocení, že všechna vědecká vysvětlení jsou prostě lineární vztahy s dvěma proměnnými. Hayek upozorňuje na to, že mnoho částí vědy zahrnuje vysvětlení komplexních nelineárních fenoménů s mnoha proměnnými a že společenská věda, zabývající se ekonomií a nekonstruovaným pořádkem se dá srovnat s tak složitými vědami, jako je například darwinovská biologie (The Counter-Revolution of Science: Studies in the Abuse of Reason, 1952 a některé pozdější Hayekovy eseje v oblasti vědecké filosofie, jako Degrees of Explanation a The Theory of Complex Phenomena). V The Sensory Order: An Inquiry into the Foundations of Theoretical Psychology (1952) nezávisle vyvinul model Hebbova učení a paměti, myšlenku, o které Hayek přemýšlel již v roce 1920, ještě před studiemi ekonomie. Hayekovo rozšíření konstrukce Hebbovy synapse do obecné mozkové teorie si získalo pokračující pozornost mezi nejlepšími špičkami v oborech neurologie, kognitivních věd, informatiky a evoluční psychologie.

## Výběr z bibliografie
- Monetary Theory and the Trade Cycle, 1928, česky: „Peněžní teorie a hospodářský cyklus“.
- Prices and Production, 1931.
- Profits, Interest and Investment: And other essays on the theory of industrial fluctuations, 1939.
- The Road to Serfdom, 1944, česky: „Cesta do otroctví“, 2008, ISBN 978-80-87029-32-9
- The Counter revolution of science: Studies on the abuse of reason, 1952, česky: Kontrarevoluce vědy: Studie o zneužívání rozumu; překlad Ján Pavlík, Danica Slouková. Praha : Liberální institut, 1995. ISBN 80-85787-87-3
- The Constitution of Liberty, 1960.
- Law, Legislation and Liberty, 3 volumes, 1973 | česky: „Právo, zákonodárství a svoboda“, 1991, ISBN 80-200-0241-3
- Denationalisation of Money, 1976, česky „Soukromé peníze: Potřebujeme centrální banku?“, 1999 ISBN 80-902701-1-5 Dostupné online.
- The Fatal Conceit: The Errors of Socialism, 1989. česky: „Osudná domýšlivost: Omyly socialismu“, 1995, ISBN 80-85850-05-2.